# Division d'Honneur 1947-1948
La Division d'Honneur 1947-1948 è stata la 45ª edizione della massima serie del campionato belga di calcio disputata tra il 7 settembre 1947 e il 23 giugno 1948 e conclusa con la vittoria del KV Mechelen, al suo terzo titolo.

## Formula
Le squadre partecipanti passarono da 19 a 16 e disputarono un turno di andata e ritorno per un totale di 30 partite.
Le ultime due classificate vennero retrocesse in Division 1.

## Classifica finale
| Pos. | Squadra                     | G  | V  | N  | P | GF | GS | Punti |
| ---- | --------------------------- | -- | -- | -- | - | -- | -- | ----- |
| 1    | KV Mechelen                 | 30 | 18 | 5  | 7 | 70 | 39 | 43    |
| 2    | R.S.C. Anderlecht           | 30 | 17 | 9  | 4 | 72 | 50 | 38    |
| 3    | R.F.C. de Liège             | 30 | 16 | 10 | 4 | 73 | 62 | 36    |
| 4    | Anversa                     | 30 | 15 | 10 | 5 | 61 | 37 | 35    |
| 5    | K.A.A. Gent                 | 30 | 12 | 11 | 7 | 50 | 55 | 31    |
| 6    | Olympic Charleroi           | 30 | 13 | 13 | 4 | 55 | 39 | 30    |
| 7    | K Berchem Sport             | 30 | 11 | 12 | 7 | 53 | 59 | 29    |
| 8    | K Boom FC                   | 30 | 13 | 14 | 3 | 47 | 53 | 29    |
| 9    | R. Beerschot AC             | 30 | 13 | 14 | 3 | 59 | 67 | 29    |
| 10   | Royale Union Saint-Gilloise | 30 | 13 | 14 | 3 | 65 | 76 | 29    |
| 11   | KM Lyra                     | 30 | 11 | 14 | 5 | 54 | 48 | 27    |
| 12   | Racing Club Bruxelles       | 30 | 9  | 13 | 8 | 41 | 60 | 26    |
| 13   | Standard Liegi              | 30 | 10 | 14 | 6 | 66 | 59 | 26    |
| 14   | R. Charleroi S.C.           | 30 | 11 | 15 | 4 | 60 | 73 | 26    |
| 15   | Uccle Sport                 | 30 | 10 | 17 | 3 | 52 | 67 | 23    |
| 16   | Lierse S.K.                 | 30 | 10 | 17 | 3 | 47 | 81 | 23    |

G = Partite giocate; V = Vittorie; N = Nulle/Pareggi; P = Perse; GF = Goal fatti; GS = Goal subiti; 